# Sacco della Mecca
Il Sacco della Mecca ebbe luogo il 11 gennaio 930, allorquando i Carmati del Bahrayn saccheggiarono la città santa musulmana mentre erano in corso i rituali del pellegrinaggio Hajj.
I Carmati, una radicale setta ismailita sorta in Bahrayn verso la fine del IX secolo, avevano già in precedenza attaccato le carovane di pellegrini Hajj e finanche invaso e devastato l'Iraq, nel corso del 927-928. Nel 928 il capo carmato Abu Tahir al-Jannabi si convinse che il a lungo atteso mahdi, il messia che avrebbe inaugurato la fine dei tempi e annullato le leggi religiose esistenti, fosse arrivato nella persona di un giovane persiano, Abu'l-Fadl al-Isfahani. Di conseguenza, al-Jannabi condusse i propri uomini in una incursione volta contro la Mecca durante l'inverno 929-930 mentre era in corso il pellegrinaggio Hajj.
I Carmati ottennero l'accesso alla città affermando di essere venuti in qualità di pellegrini, ma non appena entrati, resero chiare le loro reali intenzioni assalendo immediatamente i pellegrini. La città fu saccheggiata per un periodo compreso tra gli otto e gli undici giorni, molti pellegrini furono uccisi senza ricevere nemmeno sepoltura, e nemmeno la Kaaba, il sito santo per eccellenza dell'Islam, fu risparmiata dai saccheggi, venendo spogliata di tutte le decorazioni e reliquie che furono portate in Bahrayn, tra cui la Pietra Nera. Tale atto comportò una completa rottura tra i Carmati e il resto del mondo islamico, e a esso fece seguito, nel 931, la rivelazione di al-Isfahani come Dio manifesto davanti ai fedeli Carmati. Tuttavia, divenne ben presto evidente che il sedicente mahdi non era nient'altro che un impostore, e fu dunque assassinato. La legge islamica fu ripristinata in Bahrayn, e i Carmati entrarono in trattative con il governo abbaside, che portarono alla conclusione di un trattato di pace nel 939, e infine al ritorno della Pietra Nera alla Mecca nel 951.

## Contesto storico

### Origini dei Carmati del Bahrayn
Nel corso degli anni ottanta e novanta del IX secolo, il missionario sciita ismailita Abu Sa'id al-Jannabi aveva raccolto un forte seguito tra le tribù beduine del Bahrayn. Nel 899 si verificò uno scisma in seno al movimento ismailita tra una branca sotto la conduzione del futuro califfo fatimide, Abdallah al-Mahdi, e coloro che non lo avevano riconosciuto come imam, cioè i "Carmati". Indipendentemente che fosse stato mosso da genuine convinzioni o piuttosto da opportunismo politico, Abu Sa'id si schierò dalla parte di questi ultimi. Alleatosi con le tribù beduine locali del Banu Kilab e Banu Uqayl, nonché con i mercanti del Golfo persico, Abu Sa'id fu in grado di impadronirsi della capitale della regione, e nel 900 consolidò la propria indipendenza sconfiggendo un esercito abbaside inviato per recuperare il controllo del Bahrayn.
Sotto il governo di Abu Sa'id, i Carmati del Bahrayn non rimasero coinvolti nelle fallimentari insurrezioni ismailite di inizio X secolo contro il sunnita califfato abbaside in Siria e Iraq, o nella presa al potere dei Fatimidi in Ifriqiya. A parte una incursione contro Basra nel 912, rimasero in pace con gli Abbasidi, assicurata attraverso un tributo in denaro e fornitura di armi inviate dal visir abbaside, Ali ibn Isa ibn al-Jarrah. Abu Sa'id fu assassinato nel 913/4, e gli succedettero, almeno nominalmente, i figli che governarono collegialmente. Il primogenito, Abu'l-Qasim Sa'id al-Jannabi, era in un primo momento il più preminente, ma il suo regno fu di breve durata; fu sostituito dal più ambizioso e bellicoso figlio minore, Abu Tahir al-Jannabi, nel 923.

### Abu Tahir e la guerra con gli Abbasidi
Sotto la conduzione del sedicenne Abu Tahir, i Carmati cominciarono le loro incursioni ai danni del califfato abbaside con un attacco a sorpresa su Basra condotto nell'agosto 923. La città fu saccheggiata per 17 anni, fino alla partenza dei Carmati che tornarono in patria indisturbati con un cospicuo bottino e molti schiavi. Nel marzo 924 i Carmati annientarono la carovana Hajj sulla via del ritorno dalla Mecca a Baghdad, facendo prigionieri molti notabili della corte abbaside.
La reazione del governo abbaside agli attacchi carmati risultò inefficace: le unità di razziatori carmate erano di modeste dimensioni, ma estremamente mobili, facendo sì che una qualunque reazione militare da parte abbaside risultasse tardiva. A ciò si aggiunse il fatto che la base carmata in Bahrayn era al sicuro da ogni rappresaglia abbaside. Le divisioni nella corte abbaside, segnatamente quella tra il visir, Ibn al-Furat, e il comandante supremo, Mu'nis al-Muzaffar, compromisero ulteriormente una reazione efficace.
La carovana Hajj del 925 fu attaccata mentre era diretta alla Mecca, e malgrado una scorta di 6000 uomini dovette tornare indietro a Kufa incalzata dai Carmati, subendo pesanti perdite. I Carmati richiesero la resa di Basra e del Khuzistan, e quando tali pretese vennero respinte, entrarono a Kufa e la saccheggiarono per sette giorni. Il saccheggio fu condotto con tanto zelo da smantellare finanche le porte di ferro della città per portarle in Bahrayn.

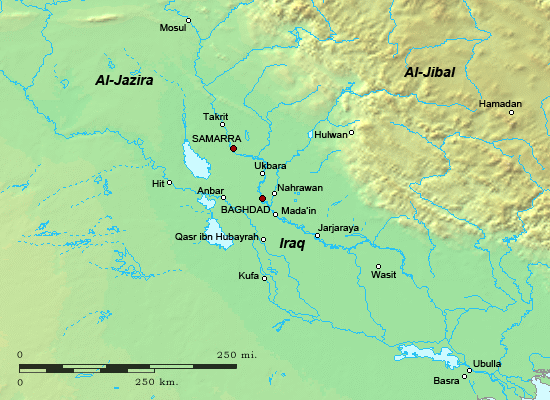
Mappa dell'Iraq nel IX–X secolo

Nella successiva stagione Hajj, nel gennaio 926, una consistente scorta militare garantì la sicurezza dei pellegrini, ma le autorità dovettero versare una considerevole somma ai Carmati per ottenere il libero passaggio. Nel corso del successivo Hajj, la carovana dovette essere interamente annullata in quanto il governo abbaside non disponeva dei fondi adeguati per fornire una scorta, e di conseguenza il panico si diffuse alla Mecca con la popolazione che evacuò la città nel timore di un eventuale attacco carmato che tuttavia non si concretò.

### Invasione carmata dell'Iraq e la scoperta del mahdi
Nell'ottobre/novembre 927 i Carmati, sotto il comando di Abu Tahir, invasero l'Iraq: Kufa fu espugnata e i simpatizzanti sciiti locali dichiararono la fine della dinastia abbaside e la venuta imminente del messia islamico, il mahdi. I Carmati all'epoca erano in attesa della venuta del mahdi  e avevano previsto l'inizio dell'era finale del mondo nel 928, quando i pianeti Saturno e Giove sarebbero stati in congiunzione.
La marcia carmata su Baghdad si dovette arrestare in quanto gli Abbasidi avevano creato delle brecce nei canali, allagando i campi, e avevano distrutto i ponti che portavano alla capitale abbaside. I Carmati si ritirarono attraversando l'Eufrate, ma si diressero verso nord seguendo il corso del fiume fino a raggiungere l'Alta Mesopotamia, che saccheggiarono per lungo e per largo estorcendo riscatti alle città locali.
Nell'estate del 928, i Carmati fecero finalmente ritorno in Bahrayn; in un componimento poetico Abu Tahir aveva promesso che sarebbe tornato, autodescrivendosi inoltre come il nunzio del mahdi. I preparativi per il ritorno del mahdi erano in corso: un dar al-hijra fortificato fu eretto all'oasi di Al-Ahsa, e molti simpatizzanti sciiti si unirono ai Carmati sulla via del ritorno, mossi dal desiderio di essere presenti alla venuta del mahdi.
Tra le persone fatte prigioniere nel corso dell'invasione vi era un giovane persiano di nome Abu'l-Fadl al-Isfahani, catturato a Qasr Ibn Hubayra; questo giovane, appena ventenne e dai modi altezzosi, fu riconosciuto da Abu Tahir come il mahdi atteso.

## Massacro dei pellegrini e sacco della città

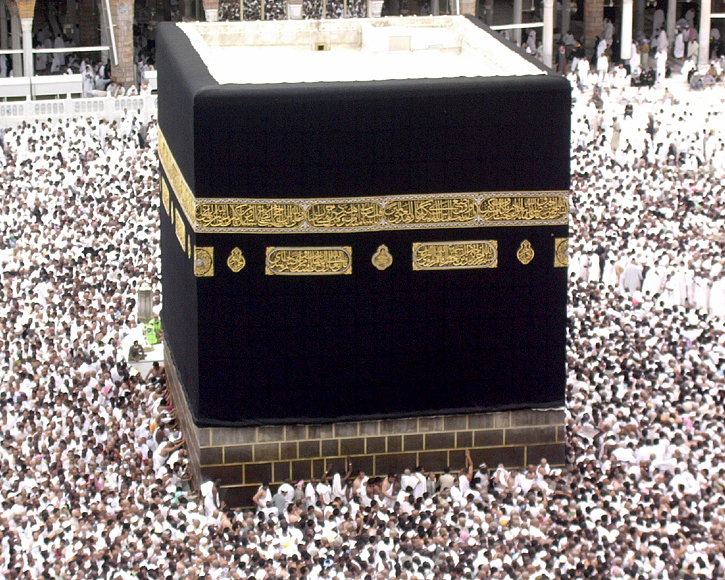
La Kaaba (foto scattata nel corso del Hajj del 2003)

Nel 929, dopo diversi anni di interruzione, le carovane Hajj ripresero sotto scorta militare arrivando alla Mecca nel dicembre 929. L'11 gennaio, il giorno dell'inizio previsto dei riti Hajj, un esercito carmato sotto il comando di Abu Tahir giunse alle porte della città. La guarnigione locale in un primo momento aveva tentato di opporvisi, ma Abu Tahir rivendicò il proprio diritto di entrare in città in quanto musulmano e in questo modo gli fu concesso di entrare a condizione che avrebbe giurato che lui e le sue truppe non avrebbero danneggiato la città e i suoi abitanti.
Nonostante il giuramento, una volta entrati in città, Abu Tahir e i suoi uomini non persero tempo nel massacrare i pellegrini adunati per l'accerchiamento rituale della Kaaba, mentre i loro comandanti pronunciavano, in segno di scherno, i versi del Corano che promettevano la protezione divina attraverso la Kaaba ([Corano 3:97], [Corano 106:3]). Molti cadaveri furono lasciati abbandonati e insepolti, mentre altri furono gettati nel sacro Pozzo di Zamzam. Il governatore della Mecca, Muhammad ibn Isma'il, noto come Ibn Muharib, era tra le vittime del massacro.
I Carmati non risparmiarono dal saccheggio nemmeno la Kaaba, svuotandola delle reliquie e dei suoi oggetti e decorazioni di gran pregio; finanche le porte furono portate via, e solo il tubo di scolo d'oro sul tetto rimase illeso. Persino la Pietra Nera fu portata via. Si narra che Abu Tahir avesse scritto un componimento poetico in cui aveva proclamato che "Questa casa [la Kaaba] non appartiene a Dio, in quanto Dio non sceglie mai una casa per Sè stesso".
Un resoconto, considerato esagerato dagli studiosi moderni, sostiene che le proporzioni del saccheggio della sola Kaaba furono tali da richiedere il ricorso a cinquanta cammelli per trasportare le spoglie in Bahrayn. Delle reliquie lasciate alla Mecca, solo il Maqam Ibrahim fu salvato, venendo portato via di nascosto dalla città. Secondo almeno un resoconto, alcuni degli abitanti della città si unirono al massacro, attaccando i pellegrini. Il saccheggio e il massacro in città da parte dei Carmati durò dagli otto agli undici giorni, ritirandosi al loro accampamento al di fuori della città ogni notte, e ritornando il giorno successivo. Sulla via del ritorno, i Carmati furono colti in un'imboscata tesa dalla tribù dei Banu Hudhayl nel contesto del conflitto tra le due fazioni, con questi ultimi che furono in grado di liberare molti dei prigionieri e a recuperare gran parte del bottino prima che i Carmati riuscissero a trarsi in salvo con la fuga.

## Motivi per l'attacco
Le motivazioni dell'attacco e del furto della Pietra Nera da parte dei Carmati sono tuttora incerte. Secondo lo storico Hugh N. Kennedy, "devono certamente aver sperato delle concessioni dal governo in cambio della restituzione [della Pietra Nera] e potrebbero persino aver sperato di dirottare il Hajj, con le opportunità commerciali che presentava, nella propria capitale [al-Ahsa]". Tuttavia, la supposizione che i Carmati intendessero dirottare il Hajj ad al-Ahsa è stata posta in discussione da diversi storici, tra cui uno dei primi studiosi moderni dell'Ismailismo, Michael Jan de Goeje.
Come sostiene lo storico Heinz Halm, l'attacco non era una mera incursione contro gli 'infedeli' o gli Abbasidi, considerati degli usurpatori dai Carmati: il sacco della Kaaba costituiva un atto sacrilego che di fatto portò a una rottura tra i Carmati e l'Islam. La dottrina carmata predicava che tutte le precedenti religioni rivelate—Giudaismo, Cristianesimo e lo stesso Islam—e le loro scritture non erano che veli: imposero forme e regole esteriori (zahir) che erano intese a celare la vera religione interiore (batin) come era praticata in Paradiso. L'avvento del mahdi non solo avrebbe annunziato la fine del mondo, ma avrebbe rivelato queste verità esoteriche (haqa'iq) e liberato l'umanità dalle strutture esteriori della legge religiosa (shari'a). La recitazione in segno di scherno delle sure viene spiegata da Halm con l'apparente desiderio dei Carmati di "provare l'erroneità della rivelazione coranica", e il sacco della Mecca è compatibile con la loro credenza che con l'avvento del mahdi come Dio manifesto sulla Terra, tutte le precedenti religioni si sarebbero rivelate false, e sarebbero state abiurate insieme ai loro simboli. Secondo lo storico Farhad Daftary, il trasferimento della Pietra Nera ad al-Ahsa era inteso "presumibilmente a simboleggiare la fine dell'era dell'Islam" e il principio della nuova era messianica. Anche se al-Isfahani non si rivelò in pubblico fino al 931, Halm sostiene che gli eventi del 930 sono probabilmente connessi con le aspettative messianiche riposte in lui da Abu Tahir ed erano intesi come manovre preparative all'emergere del mahdi.

## Conseguenze
Il sacco della Mecca e la profanazione dei maggiori siti sacri musulmani provocarono uno shock immenso e grande scandalo nel mondo islamico, e mise a nudo la debolezza del governo abbaside. Sia gli abbasidi sia il califfo fatimide, Abdallah al-Mahdi, inviarono lettere ad Abu Tahir per esprimere tutto il loro sdegno e per esigere la restituzione immediata della Pietra Nera. Le lettere non furono prese minimamente in considerazione, e Abu Tahir procedette a consolidare ulteriormente il proprio potere: dopo aver conquistato l'Oman, sembrò determinato nel ripetere l'invasione dell'Iraq, ma nonostante i suoi uomini avessero espugnato e saccheggiato Kufa per 25 giorni nel 931, decise improvvisamente di ritirarsi in Bahrayn.
La ragione è probabilmente da attribuirsi al comportamento sempre più bizzarro e autocratico di al-Isfahani, che era venerato come un dio vivente e fece giustiziare diversi gerarchi carmati. Ciò fini per cagionare un crescente malcontento e opposizione per i suoi atti, e Abu Tahir finì per perdere l'appoggio della sua stessa madre; il presunto mahdi fu messo alla prova, e quando fu appurato che non era in grado di compiere miracoli, fu assassinato. Abu Tahir fu in grado di conservare il potere sul Bahrayn, e i vertici carmati denunciarono l'intero episodio come un errore e tornarono sui propri passi aderendo di nuovo alla legge islamica. Il caso del falso Mahdi danneggiò la reputazione di Abu Tahir e costituì un pesante colpo per il morale dei Carmati, molti dei quali abbandonarono il Bahrayn per prestare servizio nelle armate di vari signori della guerra regionali.
Negli anni successivi, i Carmati del Bahrayn entrarono in trattative con il governo abbaside, che portarono alla conclusione di un trattato di pace nel 939, e infine al ritorno della Pietra Nera alla Mecca nel 951. Questi eventi segnarono, secondo Hugh Kennedy, "l'assimilazione dello stato carmato nell'ordine politico musulmano". Trattandosi della potenza egemone nella parte settentrionale ed orientale della penisola arabica, i Carmati cominciarono finanche a offrire i propri servigi come scorta—ben remunerata—delle carovane Hajj; quando la tribù beduina dei Banu Sulaym depredò le carovane nel 966, i Carmati li costrinsero a restituire le spoglie. Quando la conquista fatimide dell'Egitto e la successiva invasione fatimide del Levante minacciarono di porre fine a questa attività profittevole, il capo carmata al-Hasan al-A'sam non esitò a far fronte comune con gli Abbasidi contro il nuovo impero rivale ismailita; nelle città sottratte ai Fatimidi, i Carmati arrivarono a far leggere il sermone del venerdì in nome del califfo abbaside al-Muti. Alla fine, prevalsero i Fatimidi, ed entro il 975 l'influenza carmata sulla regione cessò per sempre.